# Metxótinskaia
Metxótinskaia (en rus: Мечётинская) és un poble (una stanitsa) de l'óblast de Rostov, a Rússia, segons el cens rus del 2021 tenia 6.433 habitants. Pertany al districte de Zernograd.